# Albert Brewer
Albert Preston Brewer (ur. 26 października 1928, zm. 2 stycznia 2017) – amerykański polityk, działacz Partii Demokratycznej.
Urodził się w Bethel Springs w stanie Tennessee, ale w 1935 jego rodzina przeniosła się do Alabamy. Brewer przystąpił do demokratów i zaczął karierę polityczną.
Kiedy w 1966 gubernator George Wallace nie mógł ubiegać się o drugą kadencję, wystawił do wyścigu swoją ciężko chorą żonę Lurleen Wallace i po jej zwycięstwie dalej de facto rządził stanem. W tychże wyborach wicegubernatorem został wybrany Brewer, który miał umiarkowane poglądy i był nawet w pewnym sensie przeciwnikiem rasistowskich koncepcji Wallace’a. Pani Wallace i jej zastępca objęli urząd w styczniu 1967.
Kiedy pani Wallace zmarła 7 maja 1968, nowym gubernatorem został Brewer, który zaczął prowadzić niezależną politykę, pozbawiając Wallace’a na pewien czas wpływów w stanie.
Brewer jest uważany za pierwszego przedstawiciela (przed Reubinem Askewem z Florydy, Jimmym Carterem z Georgii, Johnem C. Westem z Karoliny Południowej czy Dale Bumphersem i Billem Clintonem z Arkansas) tzw. Nowego Południa na stanowisku gubernatorskim – czyli tych, którzy rozpoczęli reformy społeczne w tym regionie.
Brewer pełnił obowiązki gubernatora do stycznia 1971. W prawyborach demokratycznych w 1970 został pokonany przez Wallace’a, który ponownie został gubernatorem.